# 贝伦莱锡尔克
贝伦莱锡尔克（法語：Beyren-lès-Sierck，法語發音：[bɛʁən lɛ siʁk]，意为“锡尔克附近的贝伦”；洛林法兰克语：Beiren）是法国摩泽尔省的一个市镇，位于该省北部，属于蒂永维尔区。

## 地理
贝伦莱锡尔克（49°28'5"N, 6°18'40"E）面积9.28 平方千米，位于法国大東部大區摩泽尔省，该省份为法国东北部内陆省份，是洛林的一部分，西南接默尔特-摩泽尔省，东临下莱茵省，北与卢森堡和德国接壤。
与贝伦莱锡尔克接壤的市镇（或旧市镇、城区）包括：菲克塞姆、加维斯、上孔茨、皮特朗日-莱蒂永维尔、罗德马克。
贝伦莱锡尔克的时区为UTC+01:00、UTC+02:00（夏令时）。

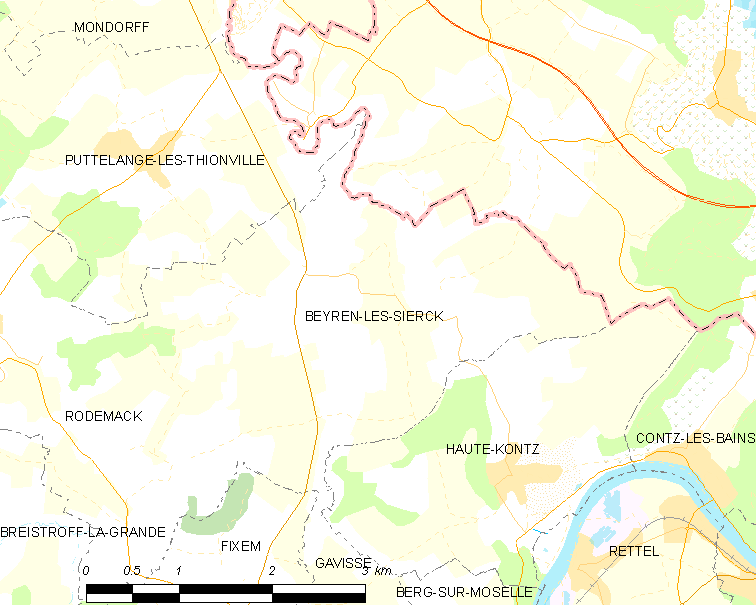
贝伦莱锡尔克的OSM定位图

## 行政
贝伦莱锡尔克的邮政编码为57570，INSEE市镇编码为57076。

## 政治
贝伦莱锡尔克所属的省级选区为于茨县。

## 人口

1962-2008年间贝伦莱锡尔克人口变化图示

贝伦莱锡尔克于2022年1月1日时的人口数量为528人。